# The Tragedy That Lived
Pour plus de détails, voir Fiche technique et Distribution.
The Tragedy That Lived est un film muet américain réalisé par Colin Campbell et sorti en 1914.

## Fiche technique
- Titre : The Tragedy That Lived
- Réalisation : Colin Campbell
- Scénario : Colin Campbell, d'après une histoire de James Oliver Curwood
- Production : William Selig
- Société de production : Selig Polyscope Company
- Société de distribution : General Film Company
- Pays d'origine :  États-Unis
- Langue : Anglais
- Format : Noir et blanc — 35 mm — 1,33:1 — Son : Muet
- Genre : Film dramatique
- Durée : 10 minutes
- Dates de sortie : 
  -  États-Unis : 24 octobre 1914

## Distribution
- Kathlyn Williams
- Wheeler Oakman
- Charles Clary
- Eugenie Besserer